# Милена Тодорова (биатлонистка)
Милена Каменова Тодорова е българска състезателка по биатлон, участничка на зимните олимпийски игри в Пьонгчанг през 2018 г. и Пекин 2022.
Тодорова е родена на 18 януари 1998 г. в Троян и започва кариерата си на биатлонист през 2007 г.
На 9 януари 2025 година финишира трета на спринта в Оберхоф, Германия, който е част от световната купа по биатлон. Така след 20-годишна пауза отново българска състезателка се качва на подиума в старт от световната купа. В преследването се класира на седмо място.
На 23 февруари 2025, по време на световното първенство в Ленцерхайде финишира пета в масовия старт с 18 от 20 точни стрелби, на 24,3 сек. от победителката Елвира Йоберг и на 7,8 сек. от третото място (Осеан Мишелон). Това е най-доброто класиране за България на световни първенства от над 20 г.
На 15 март 2025 г. завършва втора в масовия старт от Световната купа по биатлон в Поклюка, Словения, като това е най-добрият български резултат при жените от 21 години насам.
Омъжена е за биатлониста Владимир Илиев, като двамата имат и дете.

## Резултати

### IBU Световна купа
Подиуми
| Сезон   | Дата          | Локация           | Събитие             | Място |
| ------- | ------------- | ----------------- | ------------------- | ----- |
| 2024–25 | 9 януари 2025 | Оберхоф, Германия | 7.5 км спринт       | 3     |
| 2024–25 | 15 март 2025  | Поклюка, Словения | 12.5 км масов старт | 2     |

### Олимпийски игри
| Игри           | Индивидуално | Спринт | Преследване | Щафета | Смесена щафета |
| -------------- | ------------ | ------ | ----------- | ------ | -------------- |
| Пьонгчанг 2018 | –            | 84-то  | -           | -      | –              |
| Пекин 2022     | 52-ро        | 17-о   | 31-во       | 18-о   | 18-о           |

### Световни първенства
| Година | Място                   | Индивидуално | Спринт | Преследване | Масов старт | Щафета | Смесена щафета | Единична смесена щафета |
| 2019   | Йостершунд 2019         | —            | —      | —           | —           | 20     | —              | —                       |
| 2020   | Антхолц-Антерселва 2020 | 17           | 27     | 18          | 28          | 20     | —              | —                       |
| 2021   | Поклюка 2021            | 54           | 48     | 58          | —           | 18     | 15             | 19                      |
| 2023   | Оберхоф 2023            | 36           | 31     | 31          | –           | –      | 17             | –                       |
| 2025   | Ленцерхайде 2025        | 63           | 14     | 15          | 5           | 21     | 15             | –                       |

## Успехи
Световно първенство за девойки:
- 2013 Словакия: 10-о място в преследването